# Sporobolus collettii
Sporobolus collettii är en gräsart som först beskrevs av Joseph Dalton Hooker, och fick sitt nu gällande namn av Norman Loftus Bor. Sporobolus collettii ingår i släktet droppgräs, och familjen gräs. Inga underarter finns listade i Catalogue of Life.